# ورد ياقوتي
ورد ياقوتي (الاسم العلمي:Rosa rubiginosa) هو نوع من النباتات يتبع جنس الورد من الفصيلة الوردية.